# Dublin (Texas)
Dublin é uma cidade localizada no estado norte-americano de Texas, no Condado de Erath.

## Demografia
Segundo o censo norte-americano de 2000, a sua população era de 3754 habitantes.
Em 2006, foi estimada uma população de 3684, um decréscimo de 70 (-1.9%).

## Geografia
De acordo com o United States Census Bureau tem uma área de
8,8 km², dos quais 8,8 km² cobertos por terra e 0,0 km² cobertos por água. Dublin localiza-se a aproximadamente 396 m acima do nível do mar.

## Localidades na vizinhança
O diagrama seguinte representa as localidades num raio de 32 km ao redor de Dublin.